# 35-й отдельный инженерно-сапёрный батальон
35-й отдельный инженерно-сапёрный батальон — воинская часть Вооружённых Сил СССР во время Великой Отечественной войны.

## История
Сформирован 9 ноября 1942 года в составе 57-й отдельной инженерно-сапёрной бригады путём переформирования 103-го отдельного моторизованного инженерного батальона.
В составе действующей армии с 15 декабря 1942 года по 15 февраля 1943 года и с 23 апреля 1943 года по 9 мая 1945 года. 
В июле 1943 года принимал участие в Орловской наступательной операции восточнее Орла, обеспечивая наступление 15 танкового корпуса 3-й гвардейской танковой армии Брянского фронта (с 27 июля Центральный фронт).
Расформирован в 1947 году в период преобразования 57-й отдельной инженерно-сапёрной бригады

## Подчинение
| Дата       | Фронт (округ)            | Армия      | Корпус | Дивизия | Бригада                         | Примечания                  |
| ---------- | ------------------------ | ---------- | ------ | ------- | ------------------------------- | --------------------------- |
| 01.12.1942 | Московский военный округ | -          | -      | -       | 57-я инженерно-сапёрная бригада | -                           |
| 01.01.1943 | Донской фронт            | -          | -      | -       | 57-я инженерно-сапёрная бригада | -                           |
| 01.02.1943 | Донской фронт            | -          | -      | -       | 57-я инженерно-сапёрная бригада | -                           |
| 01.03.1943 | Резерв Ставки ВГК        | -          | -      | -       | 57-я инженерно-сапёрная бригада | Сталинградская группа войск |
| 01.04.1943 | Центральный фронт        | -          | -      | -       | 57-я инженерно-сапёрная бригада | -                           |
| 01.05.1943 | Брянский фронт           | -          | -      | -       | 57-я инженерно-сапёрная бригада | -                           |
| 01.06.1943 | Брянский фронт           | -          | -      | -       | 57-я инженерно-сапёрная бригада | -                           |
| 01.07.1943 | Брянский фронт           | -          | -      | -       | 57-я инженерно-сапёрная бригада | -                           |
| 01.08.1943 | Брянский фронт           | -          | -      | -       | 57-я инженерно-сапёрная бригада | -                           |
| 01.09.1943 | Брянский фронт           | -          | -      | -       | 57-я инженерно-сапёрная бригада | -                           |
| 01.10.1943 | Брянский фронт           | -          | -      | -       | 57-я инженерно-сапёрная бригада | -                           |
| 01.11.1943 | Белорусский фронт        | -          | -      | -       | 57-я инженерно-сапёрная бригада | -                           |
| 01.12.1943 | Белорусский фронт        | -          | -      | -       | 57-я инженерно-сапёрная бригада | -                           |
| 01.01.1944 | Белорусский фронт        | 3-я армия  | -      | -       | 57-я инженерно-сапёрная бригада | -                           |
| 01.02.1944 | Белорусский фронт        | -          | -      | -       | 57-я инженерно-сапёрная бригада | -                           |
| 01.03.1944 | 1-й Белорусский фронт    | -          | -      | -       | 57-я инженерно-сапёрная бригада | -                           |
| 01.04.1944 | 1-й Белорусский фронт    | -          | -      | -       | 57-я инженерно-сапёрная бригада | -                           |
| 01.05.1944 | 1-й Белорусский фронт    | -          | -      | -       | 57-я инженерно-сапёрная бригада | -                           |
| 01.06.1944 | 1-й Белорусский фронт    | 48-я армия | -      | -       | 57-я инженерно-сапёрная бригада | -                           |
| 01.07.1944 | 1-й Белорусский фронт    | 48-я армия | -      | -       | 57-я инженерно-сапёрная бригада | -                           |
| 01.08.1944 | 1-й Белорусский фронт    | 48-я армия | -      | -       | 57-я инженерно-сапёрная бригада | -                           |
| 01.09.1944 | 1-й Белорусский фронт    | 48-я армия | -      | -       | 57-я инженерно-сапёрная бригада | -                           |
| 01.10.1944 | 2-й Белорусский фронт    | 48-я армия | -      | -       | 57-я инженерно-сапёрная бригада | -                           |
| 01.11.1944 | 2-й Белорусский фронт    | 48-я армия | -      | -       | 57-я инженерно-сапёрная бригада | -                           |
| 01.12.1944 | 2-й Белорусский фронт    | 48-я армия | -      | -       | 57-я инженерно-сапёрная бригада | -                           |
| 01.01.1945 | 2-й Белорусский фронт    | 48-я армия | -      | -       | 57-я инженерно-сапёрная бригада | -                           |
| 01.02.1945 | 2-й Белорусский фронт    | 48-я армия | -      | -       | 57-я инженерно-сапёрная бригада | -                           |
| 01.03.1945 | 3-й Белорусский фронт    | 48-я армия | -      | -       | 57-я инженерно-сапёрная бригада | -                           |
| 01.04.1945 | 3-й Белорусский фронт    | 48-я армия | -      | -       | 57-я инженерно-сапёрная бригада | -                           |
| 01.05.1945 | 3-й Белорусский фронт    | 48-я армия | -      | -       | 57-я инженерно-сапёрная бригада | -                           |